# William B. Bankhead
William Brockman Bankhead, född 12 april 1874, död 15 september 1940, var en amerikansk demokratisk politiker från delstaten Alabama. Han var son till senator John H. Bankhead, bror till senator John H. Bankhead II och far till skådespelerskan Tallulah Bankhead. Hans mor Tallulah James Brockman var dotter till Thomas Patterson Brockman som var ledamot av South Carolinas senat.
Efter en kort juristkarriär följde William B. Bankhead i faderns fotspår och blev politiker. Han blev känd som en strålande talare. Han hade också tänkt att bli skådespelare, en karriär som dottern Tallulah senare valde.
Bankhead var ledamot av USA:s representanthus 1917-1940. Han efterträdde Jo Byrns som majoritetsledare i representanthuset 1935. Följande år efterträdde han Byrns som talman och som företrädaren avled i ämbetet. Han efterträddes av Sam Rayburn.